# Леон д'Імбо
Леон д'Імбо де Ванте (англ. Léon d'Ymbault; нар. бл. 1700, Драгомест, — пом. 1781, Чернівці) —  останній молдавський бургомістр Чернівців до анексії Буковини Австрією у 1775 році.

## Походження
Леон д'Імбо був нащадком низького французького дворянства, з родини мальтійських лицарів Імбо де Мантей. Про його батьків нічого не відомо. Імбо народився в тодішньому венеціанському місті Драгоместі (нині Астакос (Aστακός) в грецькій префектурі Етолія і Акарнанія), близько 1700 року. Точна дата народження невідома.

## Кар'єра

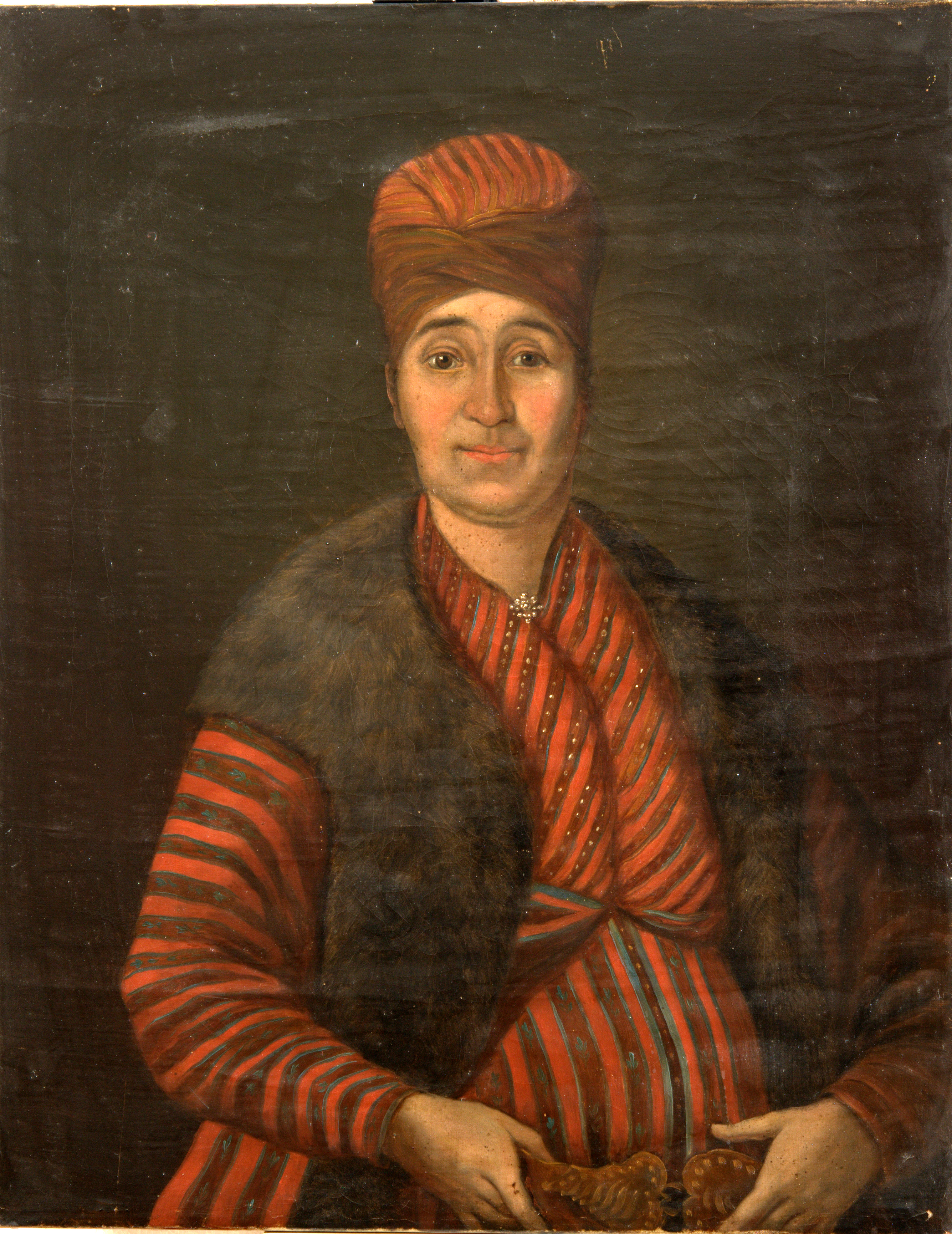
Анна Адреанна Вучин

Освіту здобув у 1721-1726 роках у капуцинському монастирі Пера (європейський квартал Константинополя). У 1730 році він отримав посаду драгомана (перекладача) при французькій місії у Константинополі. У 1734 році його відправили перекладачем до Кандії (Крит), а в 1735 році - до Мореї (Пелопоннес). Його добре знання слов'янських мов сприяло його подальшій кар'єрі. У 1739 році Молдавське князівство було тимчасово окуповане російськими військами. З 1740 року Імбо працював драгоманом у молдавських князів і кілька разів їздив з дипломатичними дорученнями до сусідніх слов'янських країн (Польщі, Росії). Згідно з перепустками, що збереглися в сімейних документах, він був у 1740/41 році у Києві, у 1749 році в Кракові і у 1769 році в Санкт-Петербурзі. Останню подорож здійснив у 1775 році.
У травні 1757 року Імбо був призначений капітаном важливої прикордонної фортеці Сороки (нині Молдова) і отримав титул Mare Paharnic (Великий Чашоносець). У 1768 році він був призначений старостою міста Чернівці, де побудував будинок біля церкви Параскеви (кадастровий номер 352), який досі існує, хоча і сильно змінений пізнішими реконструкціями у 19 столітті, відомий як палац Гурмузакі-Логотті.

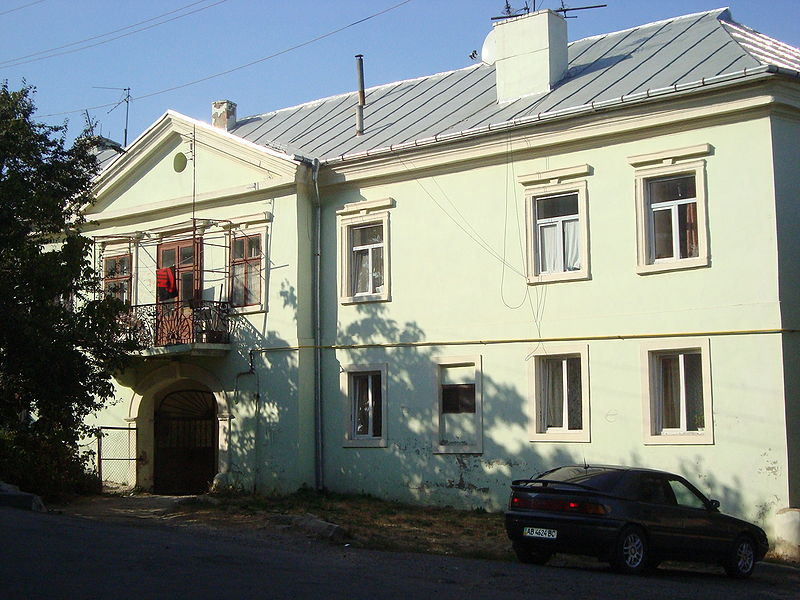
Палац Гурмузакі-Логотетті, ріг вулиці Заньковецької з Головною у Чернівцях

Під час російської окупації Чернівців (1771-1773) його замінив Іліє Герескул. У 1773 році його знову призначили старостою. Згідно з деякими джерелами, він мав бути зміщений з посади старости влітку 1773 року через таємні контакти з Вінценцом фон Барко, генералом окупаційної австрійської армії. Чи це правда, невідомо, оскільки на його місце не було призначено нового старосту. У будь-якому випадку, Імбо був змушений піти з посади старости після остаточного рішення у 1775 році, що Буковина має бути передана Османською імперією Австрії. Тим не менш, у 1775 році Імбо знову поїхав до Санкт-Петербурга, ймовірно, щоб просити допомоги для свого колишнього господаря Ґриґоре Александре Ґіка при російському дворі. Після смерті Ґриґоре 11 жовтня 1777 року Імбо усамітнився у своїх маєтках. Схоже, що Імбо не був серед дворян, які 12 жовтня 1777 року приймали нову володарку Буковини, австрійську імператрицю Марію-Терезію. Однак він залишався лояльним до нової володарки до кінця свого життя, наприклад, платив прикордонникам.
19 лютого 1781 року Імбо склав свій останній заповіт, в якому заповідав свої володіння в Ober-Scheroutz (тепер Горішні Шерівці) та Waschkoutz (тепер Вашківці) своїй доньці та її дітям. Коли 30 травня 1781 року було зареєстровано останню волю, його дружина вже була вдовою. Таким чином, Імбо, ймовірно, помер у березні або квітні 1781 року.

## Сім'я
Імбо одружився 1758 року, в Бухаресті з Анною Адріанною Вутсіною (Вучін, Вутчин, 1719-1809) з грецької родини фанаріотів. У них була лише одна дитина, донька Катерина д'Імбо, яка народилася 27 листопада 1759 року в Бухаресті. Вона вийшла заміж за грецького дворянина із Закінфу Якова графа Логотетті (1741-1802). Померла Катерина 23 листопада 1785 року. Від цього шлюбу походять усі американські, австрійські, угорські, моравські та румунські члени родини графа Логотетті.